# WiPower
L'Alliance For Wireless Power és un grup estàndard de la indústria que utilitza els principis de la ressonància magnètica per desenvolupar un sistema de transferència d'energia sense fil a distància. El sistema WiPower utilitza camps magnètics dirigits i controlats per substituir els cables d'alimentació tradicionals. Per fer-ho, el transmissor utilitza un o més bobinatges primaris per induir un camp magnètic uniforme per sobre de la seva superfície. Un receptor en el camp magnètic utilitza un bobinatge secundari que capta l'energia magnètica i la torna a convertir en energia elèctrica.
El sistema de WiPower es basava en tecnologia inductiva sense nucli modificada i ajusta dinàmicament la potència subministrada pel transmissor a la potència demandada pel receptor sense necessitat de sistemes de control o comunicació. Com a tal, la tecnologia de l'empresa representa un disseny més senzill en comparació amb solucions d'alimentació sense fil alternatives. El sistema és capaç de subministrar energia a múltiples receptors simultàniament que es col·loquen a la part superior del transmissor en qualsevol posició o orientació, i l'empresa ha informat d'eficiència de DC a DC entre el 60 i el 90%.
Aquestes tecnologies es van combinar d'una manera retrocompatible amb les tecnologies de potència sense fils a distància d'Intel i Qualcomm per ser estandarditzades per l'Alliance For Wireless Power.

## Història
Inicialment iniciats per Nikola Tesla a la dècada de 1890, els sistemes de transferència d'energia sense fil, basats en gran manera en els principis d'inducció electromagnètica de Michael Faraday de 1831, han vist moltes aplicacions, des de raspalls de dents electrònics fins als telèfons intel·ligents d'HP basats en webOS.
Fundada el 2004, WiPower va sorgir de la Universitat de Florida quan el fundador Ryan Tseng va començar a explorar la tecnologia i va desenvolupar un prototip. Durant els tres anys següents, la companyia va continuar la investigació i el desenvolupament amb la Universitat de Florida, creant finalment la tecnologia actual.

## Constituït l'òrgan d'adquisició i de normalització
WiPower va ser adquirit per Qualcomm el setembre de 2010. L'Alliance For Wireless Power es va formar amb els principals proveïdors de components el 2012, i Intel es va unir el 2013.
El 2015, l'organització es va fusionar amb Power Matters Alliance (PMA) per formar l'AirFuel Alliance.